# Università Cattolica di Lilla
L'Università Cattolica di Lilla (Université Catholique de Lille, detta anche Catho) è una università privata francese, di ispirazione cattolica, la cui origine risale al 1875, data della creazione delle prime istituzioni che la compongono. Ha sede nella città di Lilla, nel nord della Francia. 

## Storia
Nell'anno della legge Wallon del 12 luglio 1875, che liberalizzava l'istruzione superiore, l'Università Cattolica di Lille fu fondata da un comitato di laici Ultramontani, tra cui Philibert Vrau, il quale si disse imbarazzato per l'assenza di una tale struttura a Lilla, benché la città ospitasse già scuole pubbliche dal 1854. Questo avvenne nel mezzo di un dibattito nazionale sulla secolarizzazione prima della separazione chiesa-stato in Francia.
La Facoltà di medicina è stata creata nel 1876  e il collegio di teologia nel 1877. L'inaugurazione ufficiale si è svolta il 15 gennaio 1877, al ricevimento della bolla papale che ha dato lo status canonico dell'Università Cattolica di Lilla.
Una nuova legge del 19 marzo 1880 forniva finanziamenti per istituti privati di istruzione superiore, ma negò loro l'uso del termine "università" . La giovane "università libera" divenne ufficialmente Institut catholique de Lille. Nel 1973 fu creata la Fédération universitaire et polytechnique de Lille, che riuniva circa quaranta istituti privati di istruzione superiore .

## Struttura
L'università è organizzata nelle seguenti facoltà:
- Giurisprudenza
- Lettere e filosofia
- Management, economia e scienze
- Medicina e ostetricia
- Teologia

## Rettori
- Louis Baunard
- Pierre Giorgini (dal 2012)